# 千石町 (名古屋市)
千石町（せんごくちょう）は、愛知県名古屋市千種区の地名。

## 歴史

### 沿革
- 1937年（昭和12年）
  - 2月11日 - 東区千種町の一部により、同区千石町が成立[3]。
  - 10月1日 - 千種区編入により、同区千石町となる[3]。
- 1941年（昭和16年）8月15日 - 一部が千種区千種本町に編入される[3]。
- 1979年（昭和54年）5月5日 - 千種区千種一丁目および同区今池二丁目に編入され消滅[3]。